# Bulgarien-Rundfahrt 1964
Das Etappenrennen Bulgarien-Rundfahrt 1964 (bulgarisch Обиколка на България) führte vom 15. bis zum 27. September über zwölf Tagesabschnitte. Es war die 14. Austragung der Bulgarien-Rundfahrt. Gesamtsieger wurde Boris Botschew.

## Teilnehmer
Veranstalter war der bulgarische Radsportverband. Die Gesamtdistanz betrug 1597 Kilometer, wobei es einen Ruhetag gab. Start und Ziel der Rundfahrt war Sofia. Neben der Einzelwertung gab es eine Mannschaftswertung und ein Klassement für die besten Bergfahrer. Es starteten elf Nationalmannschaften. Vertreten waren die DDR, Belgien, Frankreich, Großbritannien, Jugoslawien, Polen, Rumänien, die Tschechoslowakei, Ungarn, die Türkei und Bulgarien. Dazu kamen einige regionale Teams aus Bulgarien. Jede Mannschaft bestand aus fünf Radrennfahrern.

## Rennverlauf
Auf den ersten vier Etappen wechselte das Leadertrikot zwischen Bela Juhász und Harald Dippold. Dippold verlor seine Position nach einer Kollision mit einer Kuh, bei der sein Rad zu Bruch ging. Nach der 7. Etappe übernahm der spätere Gesamtsieger Botschew aus der bulgarischen Nationalmannschaft die Führung, nachdem er mit einer Spitzengruppe das Ziel erreicht hatte. Die bisher führenden Fahrer aus Ungarn verloren mehr als 30 Minuten.

## Etappen
Die Rundfahrt führte über insgesamt zwölf Etappen mit einem Einzelzeitfahren.
1. Etappe Kriterium in Sofia, 75 Kilometer: Sieger Harald Dippold, DDR
2. Etappe Sofia–Pernik, 170 Kilometer: Sieger Bela Juhász, Ungarn
3. Etappe Pernik–Wraza, 180 Kilometer: Sieger Dimitar Kotew, Bulgarien
4. Etappe Wraza–Plewen, 110 Kilometer: Sieger Dimitar Kotew, Bulgarien
5. Etappe 1. Teil Plewen–Lowetsch, 32 Kilometer (Einzelzeitfahren): Sieger Francis Ducreux, Frankreich
5. Etappe 2. Teil Lowetsch–Kasanlak, 114 Kilometer: Matej Laczo, Tschechoslowakei
6. Etappe Kasanlak–Burgas, 200 Kilometer: Sieger Marin Iliew, Bulgarien
7. Etappe Burgas–Warna 100 Kilometer: Sieger Günter Lörke, DDR
8. Etappe Warna–Russe: annulliert wegen schlechtem Wetter
9. Etappe Russe–Gabrowo183 Kilometer Sieger: Francis Ducreux, Frankreich
10. Etappe Gabrowo–Chaskowo 142 Kilometer Sieger: Matej Laczo, Tschechoslowakei
11. Etappe Chaskowo–Pasardschik, 142 Kilometer Sieger: Marin Iliew, Bulgarien
12. Etappe Pasardschik–Sofia, 145 Kilometer Sieger: Hans-Dieter Taufmann, DDR

## Gesamtwertungen

### Einzel (Gelbes Trikot)
| Platz | Name             | Mannschaft | Zeit        |
| ----- | ---------------- | ---------- | ----------- |
| 1.    | Boris Botschew   | Bulgarien  | 43:08:09 h  |
| 2.    | Stefan Nejtschew | Bulgarien  | + 0:49 min  |
| 3.    | Iwan Bobekow     | Italien    | + 6:31 min  |
| 4.    | Harald Dippold   | DDR        | + 9:59 min  |
| 5.    | Alfons Heylen    | Belgien    | + 11:53 min |
| 6.    | Günter Lörke     | DDR        | + 13:31 min |
| 7.    | Francis Ducreux  | Frankreich | + 17:02 min |
| 8.    | Dimitar Kotew    | Bulgarien  | + 17:50 min |

### Mannschaftswertung
Die Mannschaftswertung gewann das Nationalteam aus Bulgarien vor Ungarn und der Juniorenauswahl Bulgariens.

### Bergwertung
Sieger dieser Sonderwertung wurde Marin Iliew aus Bulgarien.